# Palovaara (kulle i Finland, Lappland, Tunturi-Lappi, lat 68,58, long 24,78)
Palovaara är en kulle i Finland.   Den ligger i den ekonomiska regionen  Fjäll-Lappland  och landskapet Lappland, i den norra delen av landet, 900 km norr om huvudstaden Helsingfors. Toppen på Palovaara är 470 meter över havet, eller 70 meter över den omgivande terrängen. Bredden vid basen är 1,7 km.
Terrängen runt Palovaara är huvudsakligen platt.  Trakten runt Palovaara är nära nog obefolkad, med mindre än två invånare per kvadratkilometer. Det finns inga samhällen i närheten. Omgivningarna runt Palovaara är i huvudsak ett öppet busklandskap.